# Dr Pepper
Dr Pepper (do 1950 Dr. Pepper) – gazowany napój bezalkoholowy typu cola. Powstał w 1885 r., był sprzedawany przez amerykańskie przedsiębiorstwo Cadbury Schweppes Americas Beverages. Po raz pierwszy sprzedany lokalnie w Waco w stanie Teksas 1 grudnia 1885 r. Twórcą receptury jest farmaceuta z Waco pochodzenia niemieckiego Charles Alderton. Rozpropagował go właściciel apteki w Waco Wade Morrison. On też nadał napojowi nazwę. Sporne jest, kim był ów „doktor Pepper”. Sama firma stoi obecnie na stanowisku, że chodzi o doktora Charlesa Taylora Peppera, sąsiada Morrisona z czasów, gdy mieszkał w Wythe County w Wirginii. Aptekarz miał rzekomo sympatyzować z córką doktora.
Kropka po skrócie „Dr” została w 1950 roku odrzucona z powodów stylistycznych i w celu poprawienia czytelności. „Dr.” było mylone z „Di:”. Logo zostało wtedy przeprojektowane i pochylone.

## Historia Dr Pepper w Polsce
W większości krajów świata prawa do produkcji i dystrybucji napoju posiada The Coca-Cola Company. W niektórych krajach europejskich (Niemcy, Francja, Czechy, Rumunia) oraz w części USA dystrybucją zajmuje się sama Dr Pepper Snapple Group. Od 2013 r. w Polsce dystrybucją zajmuje się Orangina Schweppes. Wcześniej Polska była jedynym krajem obok Kanady, w którym prawa do dystrybucji posiadał PepsiCo.

## Wartość odżywcza
- Wartość energetyczna 117 kJ (28 kcal)[1],
- Tłuszcz 0 g,
  - w tym kwasy tłuszczowe nasycone 0 g,
- węglowodany 6,9 g,
  - w tym cukry 6,8 g,
- białko 0 g,
- sól 0,01 g,
- kofeina 10 mg